# 石川利恵
石川 利恵（いしかわ りえ、1992年1月10日 - ）は、日本の女性コスプレイヤー、YouTuber、ゲーマー、声優。AxiSManagement所属、愛知県蒲郡市出身。

## 人物
趣味はコスプレ、ゲーム、カメラ。
2018年11月2日発売の『ヤングガンガン』でグラビアを披露。
2020年2月1日よりAxiSManagementに移籍